# Do You Love Your Mom and Her Two-Hit Multi-Target Attacks?
Do You Love Your Mom and Her Two-Hit Multi-Target Attacks? (litt. « Aimez-vous votre mère et ses attaques à cibles multiples à deux coups ? »), de son titre original Tsūjō kōgeki ga zentai kōgeki de ni-kai kōgeki no okāsan wa sukidesu ka? (通常攻撃が全体攻撃で二回攻撃のお母さんは好きですか?, litt. « Aimez-vous votre mère dont les attaques normales sont des attaques à cibles multiples à deux coups ? »), abrégé en Okāsuki (お母好き), est une série de light novel écrite par Dachima Inaka et illustrée par Pochi Iida. On y suit les aventures de Masato Oosuki qui est envoyé dans un monde de jeu vidéo de rôle avec sa mère Mamako. Éditée par Kadokawa sous sa marque de publication, Fujimi Fantasia Bunko, onze volumes sont publiés entre janvier 2017 et avril 2020,.
Une adaptation en manga de Meicha est publiée dans le Young Ace Up de Kadokawa Shoten depuis septembre 2017. Une adaptation en série télévisée d'animation par le studio J. C. Staff est diffusée pour la première fois entre le 13 juillet et le 28 septembre 2019 au Japon,.

## Intrigue
Masato Oosuki est un simple lycéen cherchant à sortir des jupons de sa mère qui reste très attachée à lui. Un jour après avoir participé à un sondage aléatoire, il découvre qu'il est impliqué dans un stratagème gouvernemental secret et se retrouve dans un monde de jeu vidéo de rôle. Cela semble être une aubaine pour ce dernier, lui qui voulait s'éloigner de sa mère, et en tant que joueur passionné, pouvoir montrer rapidement ses talents dans ce nouveau monde… Toutefois, cette euphorie est de courte durée lorsqu'il se rend compte que Mamako, sa mère, est également de la partie. Ce qui va le perturber encore plus, c'est d'apprendre que cette dernière dispose de nombreuses capacités, la rendant beaucoup plus puissante que lui. De ce fait, notre héros se demande alors quel est le véritable intérêt de ce monde tout en étant accompagnée de sa mère surprotectrice et surpuissante…

## Personnages
Masato Oosuki (大好 真人, Ōsuki Masato)
Voix japonaise : Haruki Ishiya (ja),
L'un des personnages principaux de la série, c'est un adolescent qui était enthousiaste de se rendre dans un monde de fantasy d'un jeu vidéo. Cependant, il n'aime pas que sa mère interfère ou réussisse dans tout ce qu'il veut faire. Au fil de l'histoire, il commence lentement à apprécier tout ce que sa mère fait pour lui.
Mamako Oosuki (大好 真々子, Ōsuki Mamako)
Voix japonaise : Ai Kayano,
La mère de Masato et l'un des personnages principaux. Elle peut paraître étourdie et stupide mais elle aime beaucoup son fils et en prend soin, à tel point que cela agace souvent ce dernier. Elle porte deux épées extrêmement puissantes. Elle traite les autres membres de leur groupe comme ses propres enfants adoptifs.
Wise (ワイズ, Waizu)
Voix japonaise : Sayumi Suzushiro,
Un membre du groupe de Masato et une mage. Elle est très fière d'elle-même et peut parfois être assez méchante mais elle affiche de temps en temps un côté plus gentil. Sa mère apparaît comme un puissant adversaire lorsqu'elle a abandonné Wise dans le monde de MMMMMORPG une fois qu'elle a découvert à quel point elle était forte.
Porta (ポータ, Pōta)
Voix japonaise : Sayaka Harada (ja),
Un membre du groupe de Masato et une marchande. Elle sert de soutien à Masato et à sa mère et s'avère être une experte dans la collecte et le stockage d'objets.
Medhi (メディ, Medi)
Voix japonaise : Lynn,
Une camarade de classe de Masato à l'école dans le monde de MMMMMORPG. Elle est gentille avec Masato et elle est montrée comme étant très puissante. Sa mère est très stricte et intervient à chaque occasion pour s'assurer que Medhi réussisse dans toutes les tâches. Quand le plan est un échec, Medhi marmonne et fait des remarques désobligeantes sur la manière dont elle méprise réellement sa mère.
Shiraase (シラーセ, Shirāse) / Masumi Shirase (白瀬 真澄, Shirase Masumi)
Voix japonaise : Satomi Arai,
La distributrice du jeu en ligne « MMMMMORPG (provisoire) » (MMMMMORPG（仮）, “MMMMMORPG Kakkokari”) (« Rien qu'à Maman, selon Maman, pour Maman, afin que Maman puisse s'entendre avec son Marmot de façon Optimale grâce à un RPG » (ママの 、ママによる、ママのための、ママと、息子がもしくは娘が、大いに仲良くなるためのRPG, Mama no, mama ni yoru, mamanotameno, mama to, musuko ga moshikuwa musume ga, ōini nakayoku naru tame no RPG)). Elle apparaît fréquemment au cours de la série sous différents personnages d'autorité qui porte tous le même nom qu'elle. Elle parle sur un ton neutre et informe le groupe de Masato de leur prochaine destination.

## Productions et supports

### Light novel
La série des light novel Tsūjō kōgeki ga zentai kōgeki de ni-kai kōgeki no okāsan wa sukidesu ka? (通常攻撃が全体攻撃で二回攻撃のお母さんは好きですか?) est écrite par Dachima Inaka et illustrée par Pochi Iida. Elle est composée au total de onze volumes publiés par Kadokawa, sous sa marque de publication Fujimi Fantasia Bunko, entre janvier 2017 et avril 2020,. Ai Kayano a doublé la mère au rôle-titre dans une série de publicités pour le light novel,,. Dans le cadre d'une campagne de promotion de la série, la chaîne de magasins Animate a annoncé qu'elle distribuerait un livret de nouvelles de 16 pages à quiconque viendrait accompagné de sa mère pour acheter l'un des quatre lauréats du 29e Prix Fantasia. 
Lors de leur programmation au Sakura-Con, le 31 mars 2018, l'éditeur nord-américain Yen Press a annoncé l'acquisition de la série pour l'éditer en anglais sous le titre Do You Love Your Mom and Her Two-Hit Multi-Target Attacks?. Le premier volume est sorti en novembre 2018.

#### Liste des volumes
| no | Japonais          | Japonais          |
| no | Date de sortie    | ISBN              |
| -- | ----------------- | ----------------- |
| 1  | 20 janvier 2017   | 978-4-04-072203-0 |
| 2  | 20 avril 2017     | 978-4-04-072204-7 |
| 3  | 19 août 2017      | 978-4-04-072426-3 |
| 4  | 20 janvier 2018   | 978-4-04-072427-0 |
| 5  | 20 avril 2018     | 978-4-04-072701-1 |
| 6  | 18 août 2018      | 978-4-04-072702-8 |
| 7  | 20 décembre 2018  | 978-4-04-072703-5 |
| 8  | 20 avril 2019     | 978-4-04-073147-6 |
| 9  | 20 septembre 2019 | 978-4-04-073148-3 |
| 10 | 20 décembre 2019  | 978-4-04-073149-0 |
| 11 | 17 avril 2020     | 978-4-04-073626-6 |

### Manga
Une adaptation en manga par Meicha est lancée dans le webzine Young Ace Up en commençant par un chapitre prélude le 26 septembre 2017. Les chapitres sont rassemblés et édités dans le format tankōbon par Kadokawa Shoten avec le premier volume publié en août 2018 ; la série compte à ce jour cinq volumes tankōbon.

#### Liste des volumes
| no | Japonais       | Japonais          |
| no | Date de sortie | ISBN              |
| -- | -------------- | ----------------- |
| 1  | 25 août 2018   | 978-4-04-106840-3 |
| 2  | 25 avril 2019  | 978-4-04-107912-6 |
| 3  | 4 octobre 2019 | 978-4-04-108593-6 |
| 4  | 3 juillet 2020 | 978-4-04-109742-7 |
| 5  | 4 février 2021 | 978-4-04-109743-4 |

### Anime
Une adaptation en une série télévisée d'animation a été annoncée lors de l'événement Fantasia Bunko Dai Kanshasai 2018, le 21 octobre 2018. Celle-ci est réalisée par Yoshiaki Iwasaki au sein du studio d'animation J. C. Staff, avec Deko Akao pour l'écriture et la supervision des scripts, Yohei Yaegashi en tant que character designer et Keiji Inai pour composer la bande originale. La série est diffusée pour la première fois au Japon entre le 13 juillet et le 28 septembre 2019 sur Tokyo MX, GYT, GTV, BS11, AT-X, et un peu plus tard sur MBS et TVA,. La série est composée de 12 épisodes répartis dans six coffrets Blu-ray ; un OAV est publié le 25 mars 2020. Wakanim détient les droits de diffusion en simulcast de la série et de l'OAV dans les pays francophones,.
La chanson de l'opening de la série, intitulée par Iya yo iya yo mosuki no uchi (イヤヨイヤヨモスキノウチ), est réalisée par le trio Spira Spica (ja), tandis que celle de l'ending, intitulée par Tsūjō kōgeki ga zentai kōgeki de ni-kai kōgeki mama (通常攻撃が全体攻撃で二回攻撃ママ), est interprétée par Ai Kayano sous le nom de son personnage, Mamako Ōsuki,.

#### Liste des épisodes
| No       | Titre français                                                                        | Titre japonais                                                                 | Titre japonais                                                                                          | Date de 1re diffusion |
| No       | Titre français                                                                        | Kanji                                                                          | Rōmaji                                                                                                  | Date de 1re diffusion |
| -------- | ------------------------------------------------------------------------------------- | ------------------------------------------------------------------------------ | --- | --------------------- |
| 1        | Il pensait partir à l'aventure, mais… C'est quoi, ce plan ?                           | 少年の壮大なる冒険が始まると思ってたら…え、どういうことだよこれ…。             | Shōnen no sōdainaru bōken ga hajimaru to omottetara… e, dō iu kotoda yo kore….                          | 13 juillet 2019       |
| 2        | C'est un hasard qu'il y ait que des filles. Juré. Me souris pas comme ça !            | 女子ばっかなのは偶然だ。誤解するな。笑顔でこっちを見るな。                     | Joshi bakkana no wa gūzenda. Gokai suru na. Egao de kotchi o miru na.                                   | 20 juillet 2019       |
| 3        | Un bikini-armmure. Rendez-le plus couvrant. Sinon, le fils va décéder !               | 下着は防具。守備面積は大きめに。さもなくば息子が死ぬぞ！                       | Shitagi wa bōgu. Shubi menseki wa ōkime ni. Sa mo nakuba musuko ga shinu zo!                            | 27 juillet 2019       |
| 4        | Enfants et parents sont humains, se réconcilier malgré tout est leur propre.          | 子供は子供で、親も親で人間で、色々あるけど何とかするのが親子だろ。             | Kodomo wa kodomo de, oya mo oya de ningen de, iroiro arukedo nantoka suru no ga oyakodaro.              | 3 août 2019           |
| 5        | Le domaine plein de rêves et d'espoir des enfants. On a bien dit des « enfants » !    | そこは夢と希望に満ちた、子供達の領域。子供達の、だ。ここ大事！                 | Soko wa yumetokibō ni michita, kodomodachi no ryōiki. Kodomodachi no, da. Koko daiji!                   | 10 août 2019          |
| 6        | Elle est jolie… Non, pas ma mère. M'approche pas comme ça.                            | なんという美少女…いや母さんじゃなくて。その格好で近寄るなやめろ。              | Nanto iu bishōjo… iya kāsan janakute. Sono kakkō de chikayoru na yamero.                                | 17 août 2019          |
| 7        | La fête du lycée est pour les élèves. Mais d'autres s'incrustent, on dirait…          | 学祭の主役は学生だ。それはただ制服を着ている人も含まれてしまうのだがな…。      | Gakusai no shuyaku wa gakuseida. Sore wa tada seifuku o kite iru hito mo fukuma rete shimau nodaga na…. | 24 août 2019          |
| 8        | Il faut le dire, mais ça causera des conflits. C'est complexe, une famille.           | 言わなきゃ伝わらないが、言ったらかなりの確率でぶつかる。厄介だよ、親子。       | Iwanakya tsutawaranaiga, ittara kanari no kakuritsu de butsukaru. Yakkaida yo, oyako.                   | 31 août 2019          |
| 9        | Oups, y a un interrupteur par terre. Mais je n'y toucherai pas. Sérieux.              | おっと、こんなところにスイッチ床があるぞ。まあ踏まないけど。いや踏まないから。 | Otto, kon'na tokoro ni suitchi yuka ga aru zo. Mā fumanaikedo. Iya fumanaikara.                         | 7 septembre 2019      |
| 10       | Notre guilde a plein de monde ! Mais y a que des gens tapant l'incruste !             | お母さんと一緒ギルドは千客万来！……って、招かれざる客ばっかかよ！               | Okāsan to issho girudo wa senkyakubanrai!…… Tte, manekarezarukyaku bakka ka yo!                         | 14 septembre 2019     |
| 11       | L'acceptation. Un cœur aimant. Et une armure. C'est ça, une mère… Hein ? Une armure ? | 受け止める勇気。慈しむ心。あと全身鎧。それが母親に必須の……ん？ 鎧？            | Uketomeru yūki. Itsukushimu kokoro. Ato zenshin yoroi. Sore ga hahaoya ni hissu no…… n? Yoroi?          | 21 septembre 2019     |
| 12       | J'ai souhaité que ce vœu ne soit pas exaucé. Hélas, il l'a été.                       | その願いは叶えないでくれ、と強く願った。だが願いは叶えられた。                 | Sono negai wa kanaenaide kure, to tsuyoku negatta. Daga negai wa kanae rareta.                          | 28 septembre 2019     |
| OAV (13) | Aimes-tu ta maman à la plage ?                                                        | 波打ち際のお母さんは好きですか？                                               | Namiuchigiwa no okāsan wa sukidesu ka?                                                                  | 25 mars 2020          |

## Accueil
Avant le début de son édition, la série a remporté en 2016 le Grand Prix de la 29e édition du Fantasia Taishō (ja), un prix attribué aux romans publiés sous le label Fujimi Fantasia Bunko. Au cours des neuf premiers jours de sa publication, le premier volume s'est vendu à plus de 12 889 exemplaires. En mai 2017, les deux premiers volumes se sont écoulés en 100 000 copies. Au 17 janvier 2018, le total des volumes vendus cumule les 250 000 exemplaires.

### Annotations
1. ↑  La série est programmée pour la nuit du 12 juillet 2019 à 24 h, soit le 13 juillet à 0 h JST.

### Sources
1. 1 2  (en) Karen Ressler, « Yen Press Licenses Hakumei and Mikochi, Chio's School Road Manga, 'Do You Like Your Mom?' Light Novels : Also: Interspecies Reviewers, Choujin-Kokoseitachi wa Isekai demo Yoyu de Ikinuku Yodesu! manga », sur Anime News Network, 31 mars 2018 (consulté le 21 octobre 2018)
2. 1 2 3  (en) Paul Chapman, « Ai Kayano Voices Dual-Wielding Mama in Ad for New Light Novel Series : Imagine being trapped in an alternate world with your over-powered, over-protective mother… », sur Anime News Network, 20 janvier 2017 (consulté le 21 octobre 2018)
3. 1 2  (en) Crystalyn Hodgkins, « 'Do You Love Your Mom and Her Two-Hit Multi-Target Attacks?' Light Novels Get TV Anime : Love Hina's Yoshiaki Iwasaki directs series at J.C. Staff », sur Anime News Network, 21 octobre 2018 (consulté le 21 octobre 2018)
4. 1 2 3  (en) Lynzee Loveridge, « Do You Like Your Mom? Light Novel Sells 12,000 Copies in 9 Days », sur Anime News Network, 7 février 2017 (consulté le 21 octobre 2018)
5. 1 2  (ja) « 通常攻撃が全体攻撃で二回攻撃のお母さんは好きですか?11 », sur Kadokawa (consulté le 25 mars 2020)
6. 1 2  (ja) « 「通常攻撃が全体攻撃で二回攻撃のお母さんは好きですか？」コミカライズ開始 », sur natalie.mu,‎ 26 septembre 2017 (consulté le 21 octobre 2018)
7. 1 2  (ja) « アニメ「お母好き」は7月12日冒険開始！全国4都市で先行上映、ままこくらぶも配布 », sur natalie.mu,‎ 5 juin 2019 (consulté le 5 juin 2019)
8. 1 2  (ja) « ON AIR 放送情報 », sur Site officiel,‎ 5 juin 2019 (consulté le 5 juin 2019)
9. 1 2 3 4 5 6  (ja) « STAFF/CAST », sur Site officiel (consulté le 23 mars 2019)
10. 1 2 3 4 5 6  (ja) « アニメ「お母好き」7月放送！鈴代紗弓や原田彩楓ら出演、本編映像解禁のPVも », sur natalie.mu,‎ 23 mars 2019 (consulté le 23 mars 2019)
11. ↑  (en) Eric Stimson, « More Do You Like Your Mom? Light Novel Campaigns Ahead of Mother's Day : "Personalized" voice clips, an online RPG, and a mini-museum », sur Anime News Network, 21 avril 2017 (consulté le 21 octobre 2018)
12. ↑  (en) Paul Chapman, « Ai Kayano Pampers Listeners in Light Novel Voice Campaign : Fujimi Shobo promotes "Tsujo Kogeki ga Zentai Kogeki de Ni-kai Kogeki no Okasan wa Suki desu ka?" Volume 2 », sur Anime News Network, 20 avril 2017 (consulté le 21 octobre 2018)
13. ↑  (en) Eric Stimson, « Go Light Novel Shopping with Your Mom for Bonus Short Story Prize : Promotion for light novel Do You Like Your Mom? », sur Anime News Network, 21 janvier 2017 (consulté le 21 octobre 2018)
14. ↑  (en) « Do You Love Your Mom and Her Two-Hit Multi-Target Attacks?, Vol. 1 (light novel) : By Dachima Inaka, Iida Pochi. (Trade Paperback, 2018) », sur Yen Press (consulté le 21 octobre 2018)
15. ↑  (ja) « お母さんと冒険「通常攻撃が全体攻撃で二回攻撃のお母さんは好きですか？」1巻 », sur natalie.mu,‎ 26 août 2018 (consulté le 21 octobre 2018)
16. ↑  (ja) « 【2月4日付】本日発売の単行本リスト », sur natalie.mu,‎ 4 février 2021 (consulté le 9 mai 2021)
17. ↑  (ja) « 「通常攻撃が全体攻撃で二回攻撃のお母さんは好きですか？」茅野愛衣でTVアニメ化 », sur natalie.mu,‎ 21 octobre 2018 (consulté le 21 octobre 2018)
18. ↑  (ja) « BD/DVD : 通常攻撃が全体攻撃で二回攻撃のお母さんは好きですか？ 6 », sur Site officiel (consulté le 12 juillet 2019)
19. ↑  (ja) « BD/DVD : 通常攻撃が全体攻撃で二回攻撃のお母さんは好きですか？ OVA », sur Site officiel (consulté le 12 juillet 2019)
20. ↑  Wakanim (@Wakanim), « ⚔ ANNONCE SERIE ⚔ Bonne fêtes à toutes les mamans, et encore plus à celles qui peuvent solo jusqu'au plus difficile des raids !! 🔥 Do You Love Your Mom and Her Two-Hit Multi-Target Attacks? en juillet en exclusivité sur Wakanim ! », sur Twitter,‎ 26 mai 2019 (consulté le 26 mai 2019)
21. ↑  « Un OAV sur Wakanim pour Do You Love Your Mom and Her Two-Hit Multi-Target Attacks? », sur manga-news.com, 25 mars 2020 (consulté le 25 mars 2020)
22. ↑  (ja) « MUSIC : イヤヨイヤヨモスキノウチ！ », sur Site officiel (consulté le 19 juillet 2019)
23. ↑  (ja) « MUSIC : 通常攻撃が全体攻撃で二回攻撃ママ », sur Site officiel (consulté le 19 juillet 2019)
24. ↑  (en) Eric Stimson, « January & February's Light Novel Titles are Really Weird : They include longest light novel title ever », sur Anime News Network, 10 janvier 2017 (consulté le 21 octobre 2018)
25. ↑  (en) Lynzee Loveridge, « Do You Like Your Mom? Light Novel Sales Exceed 100,000 », sur Anime News Network, 17 mai 2017 (consulté le 21 octobre 2018)
26. ↑  (ja) « 『通常攻撃が全体攻撃で二回攻撃のお母さんは好きですか？』がシリーズ累計25万部を突破 », sur ln-news.com,‎ 20 janvier 2018 (consulté le 21 octobre 2018)

### Œuvres
Édition japonaise
Light novel
1. 1 2  (ja) « 通常攻撃が全体攻撃で二回攻撃のお母さんは好きですか? », sur Fujimi Fantasia Bunko (consulté le 21 octobre 2018)
2. 1 2  (ja) « 通常攻撃が全体攻撃で二回攻撃のお母さんは好きですか?2 », sur Fujimi Fantasia Bunko (consulté le 21 octobre 2018)
3. 1 2  (ja) « 通常攻撃が全体攻撃で二回攻撃のお母さんは好きですか?3 », sur Fujimi Fantasia Bunko (consulté le 21 octobre 2018)
4. 1 2  (ja) « 通常攻撃が全体攻撃で二回攻撃のお母さんは好きですか?4 », sur Fujimi Fantasia Bunko (consulté le 21 octobre 2018)
5. 1 2  (ja) « 通常攻撃が全体攻撃で二回攻撃のお母さんは好きですか?5 », sur Fujimi Fantasia Bunko (consulté le 21 octobre 2018)
6. 1 2  (ja) « 通常攻撃が全体攻撃で二回攻撃のお母さんは好きですか?6 », sur Fujimi Fantasia Bunko (consulté le 21 octobre 2018)
7. 1 2  (ja) « 通常攻撃が全体攻撃で二回攻撃のお母さんは好きですか?7 », sur Fujimi Fantasia Bunko (consulté le 26 décembre 2018)
8. 1 2  (ja) « 通常攻撃が全体攻撃で二回攻撃のお母さんは好きですか?8 », sur Fujimi Fantasia Bunko (consulté le 23 mars 2019)
9. 1 2  (ja) « 通常攻撃が全体攻撃で二回攻撃のお母さんは好きですか?9 », sur Fujimi Fantasia Bunko (consulté le 23 août 2019)
10. 1 2  (ja) « 通常攻撃が全体攻撃で二回攻撃のお母さんは好きですか?10 », sur Fujimi Fantasia Bunko (consulté le 5 mars 2020)
11. 1 2  (ja) « 通常攻撃が全体攻撃で二回攻撃のお母さんは好きですか?11 », sur Fujimi Fantasia Bunko (consulté le 25 mars 2020)

Manga
1. 1 2  (ja) « 通常攻撃が全体攻撃で二回攻撃のお母さんは好きですか？　（１） », sur Kadokawa (consulté le 21 octobre 2018)
2. 1 2  (ja) « 通常攻撃が全体攻撃で二回攻撃のお母さんは好きですか？　（２） », sur Kadokawa (consulté le 23 mars 2019)
3. 1 2  (ja) « 通常攻撃が全体攻撃で二回攻撃のお母さんは好きですか？　（３） », sur Kadokawa (consulté le 23 août 2019)
4. 1 2  (ja) « 通常攻撃が全体攻撃で二回攻撃のお母さんは好きですか？　（４） », sur Kadokawa (consulté le 19 juillet 2020)
5. 1 2  (ja) « 通常攻撃が全体攻撃で二回攻撃のお母さんは好きですか？　（５） », sur Kadokawa (consulté le 9 mai 2021)